# Chaetodon interruptus
Chaetodon interruptus е вид бодлоперка от семейство Chaetodontidae. Видът не е застрашен от изчезване.

## Разпространение и местообитание
Разпространен е в Британска индоокеанска територия, Индия (Андамански и Никобарски острови), Кения, Коморски острови, Мавриций, Мадагаскар, Майот, Малдиви, Мианмар, Мозамбик, Реюнион, Сейшели, Сомалия, Тайланд, Танзания, Френски южни и антарктически територии (Нормандски острови), Шри Ланка и Южна Африка.
Обитава крайбрежията на океани, морета, лагуни и рифове. Среща се на дълбочина от 10 до 19 m.

## Описание
На дължина достигат до 20 cm.
Популацията на вида е стабилна.